# Keokea
Keokea (Kēōkea) – jednostka osadnicza w Stanach Zjednoczonych, w hrabstwie Maui.